# Buck Leonard
Walter Fenner Leonard, detto Buck (Rocky Mount, 8 settembre 1907 – Rocky Mount, 27 novembre 1997), è stato un giocatore di baseball statunitense che ha giocato nel ruolo di prima base nelle Negro League (MLB). È stato introdotto nella National Baseball Hall of Fame nel 1972.

## Carriera
Leonard iniziò la carriera nelle Negro League nel 1933 coi Brooklyn Royal Giants, dopo di che di passò agli Homestead Grays nel 1934, la squadra per cui giocò fin al ritiro nel 1950. I Grays tra la fine degli anni trenta e la metà degli anni quaranta sono considerati una delle migliori squadre di tutti i tempi, non sono nell'ambito delle NL. La squadra giunse in finale per nove annate consecutive durante quel periodo.
Leonard batteva per quarto nell'ordine di battuta, dopo un altro celebre Hall of Famer come Josh Gibson. Guidò le Negro League in media battuta nel 1948 con .395 e di solito guidò la lega in fuoricampo o finì secondo dietro al compagno Gibson. Dal momento che Gibson era conosciuto come "il Babe Ruth nero", Leonard, che giocava come prima base, fu inevitabilmente chiamato "il Lou Gehrig nero." Insieme, i due erano soprannominati "Thunder Twins" o "Dynamite Twins". Un altro Hall of Famer e stella delle Negro league, Monte Irvin, disse che se a Leonard fosse stato permesso di giocare nelle major league, i tifosi "avrebbero potuto chiamare Lou Gehrig il Buck Leonard bianco. Era davvero così forte." I Monarchs disputarono la loro ultima stagione nel 1950. In seguito, Leonard giocò nella lega messicana e nel 1952 gli fu offerto un contratto nella MLB, ma ormai ritenne di essere troppo vecchio per giocare a quel livello, rifiutando l'offerta. Nel 1999, Leonard fu inserito da The Sporting News‍ al 47º posto nella classifica dei migliori cento giocatori di tutti i tempi.

## Palmarès

### Club
- Negro League World Series: 3

1943, 1944, 1948

### Individuale
- Negro League All-Star: 13

1935, 1937, 1938, 1939, 1939, 1940, 1941, 1943, 1944, 1945, 1946, 1946, 1948